# Павлова, Ольга Ивановна (тренер)
Ольга Ивановна Павлова (род. 18 мая 1965 года, Йошкар-Ола) — государственный и политический деятель, вице-президент Федерации синхронного плавания Российской Федерации, заслуженный тренер Российской Федерации по легкой атлетике. Депутат Государственной Думы VII созыва. Член фракции «Единая Россия», член комитета Госдумы по труду, социальной политике и делам ветеранов.

## Биография
В 1987 году получила высшее образование по специальности «биолог-генетик» окончив биолого-почвенный факультет Казанского государственного университета им. В. И. Ульянова. В 1991 году получила второе высшее образование по специальности «Учитель физической культуры» в Казанском государственном педагогическом институте. В подростковом возрасте занималась лёгкой атлетикой, с первого курса университета занималась в легко-атлетической секции, увлекалась бегом дистанции до 1500 метров, неоднократный призёр и победитель общероссийских соревнований. С 1987 по 1988 год работала в Центральной Средне-Волжской лаборатории судебной экспертизы Министерства юстиции РСФСР. В 1997 году присвоена научная степень кандидата биологических наук, защитила диссертацию в Казанском государственном педагогическом университете. С 1988 по 1989 год работала в спортклубе «Электрон» в должности тренера. В 1989 по 2003 год Павлова преподавала на факультете физической культуры Казанского государственного педагогического университета. В 2005 году присвоена научная степень доктора педагогических наук, защитила диссертацию во Всероссийском научно-исследовательском институте физической культуры и спорта.
В 2004—2005 годах работала на международных соревнованиях по лёгкой атлетике «Мемориала братьев Знаменских» в должности исполнительного директора. С 2002 по 2012 год работала в Центральном спортивном клубе Республики Татарстан тренером по лёгкой атлетике. В 2011 году была признана лучшим тренером республики Татарстан. С 2012 по 2013 год работал в Исполнительной дирекции XXVII Всемирной летней Универсиады 2013 года в должности советника генерального директора. с 2014 по 2015 год работала тренером по лёгкой атлетике в ФСО «Динамо».
Наиболее высоких результатов среди её воспитанников добились:
- Ирина Росихина — двукратная чемпионка Европы в помещении (2000, 2005), бронзовый призёр чемпионата мира 2001 года, двукратная чемпионка России (2001, 2003), трёхкратная чемпионка России в помещении (1998, 2000, 2001)[6]
- Елена Мигунова — чемпионка Европы в помещении 2011 года[7][8][9],
- Екатерина Кондратьева — чемпионка Универсиады 2003 года[10],
- Марина Зафирова-Шиян — чемпионка Универсиады 2005 года[11].

В октябре 2014 года баллотировалась от партии «Единая Россия» в депутаты Госсовета Республики Татарстан, по результатам распределения мандатов была избрана депутатом Государственного Совета РТ пятого созыва. Досрочно сложила полномочия в связи с избранием в Государственную Думу ФС РФ в сентябре 2016 года.
В сентябре 2016 года была выдвинута в Государственную Думу по спискам партии «Единая Россия», однако по результатам выборов Думу не прошла. Постановлением ЦИК РФ от 28 сентября 2016 года № 57/543-7 О. И. Павловой был передан вакантный мандат партии «Единая Россия» одного из отказавшихся от депутатского мандата в региональной группе № 13, с 28 сентября 2016 года — депутат Государственной Думы VII созыва.

## Законотворческая деятельность
С 2016 по 2020 гг., в течение исполнения полномочий депутата Государственной Думы VII созыва, выступила автором 40 законодательных инициатив и более чем 80 поправок к проектам федеральных законов.

## Награды и звания
- Знак «Отличник физической культуры и спорта Республики Татарстан» (2003).
- Почётное звание «Заслуженный тренер России» (2006).
- Медаль ордена «За заслуги перед Отечеством» II степени (2010)[15].
- Медаль «За доблестный труд».